# ويليام ويرت كيمبل
ويليام ويرت كيمبل (بالإنجليزية: William Wirt Kimball)‏ هو ضابط أمريكي، ولد في 9 يناير 1848 في مين في الولايات المتحدة، وتوفي في 26 يناير 1930 في واشنطن العاصمة في الولايات المتحدة.